# Fußball-Europameisterschaft der Frauen 2013
Die Fußball-Europameisterschaft der Frauen 2013 (englisch UEFA Women’s Euro 2013) war die elfte Ausspielung der europäischen Kontinentalmeisterschaft im Frauenfußball und fand vom 10. bis zum 28. Juli zum zweiten Mal nach 1997 in Schweden statt. Schweden war 1997 Co-Gastgeber gemeinsam mit Norwegen.
Titelverteidiger Deutschland gewann das Finale gegen Norwegen mit 1:0 und wurde zum achten Mal Europameister. Torschützenkönigin wurde die Schwedin Lotta Schelin mit fünf Toren.

## Vergabe
Insgesamt fünf Länder hatten im Vorfeld ihr Interesse an der Ausrichtung der Europameisterschaft 2013 bekanntgegeben. Bereits im September 2009, noch während der Europameisterschaft 2009, erklärte der niederländische Verband sein Interesse an der Ausrichtung. Auch Schweden gab kurze Zeit später bekannt, sich um das Turnier zu bewerben. Weitere Interessenten waren Bulgarien, Polen und die Schweiz.
Bis zum Ablauf der Bewerbungsfrist am 15. Juni 2010 reichten nur die Niederlande und Schweden ihre Bewerbungen ein. Die Niederlande hatten sich bereits für die Europameisterschaft 2009 beworben, unterlagen aber in der Abstimmung gegen Finnland. Schweden wiederum war 1995 Gastgeber der Weltmeisterschaft und 1997 zusammen mit Norwegen Ausrichter der Europameisterschaft.
Die Entscheidung über den Austragungsort fiel bei der Sitzung des UEFA-Exekutivkomitees am 4. Oktober 2010 in der belarussischen Hauptstadt Minsk. Dabei erhielt Schweden den Zuschlag.

## Qualifikation
Die Auslosung der drei Vorrundengruppen fand am 9. November 2012 im Svenska Mässan Ausstellungs- und Kongresszentrum in Göteborg statt. Gastgeber Schweden wurde als Gruppenkopf der Gruppe A, Deutschland in der Gruppe B und Frankreich in der Gruppe C gesetzt. Dadurch konnten Gastgeber Schweden und Titelverteidiger Deutschland im Falle jeweiliger Gruppensiege frühestens im Finale aufeinandertreffen. Die übrigen Mannschaften wurden aufgrund des UEFA-Koeffizienten in zwei Töpfe eingeteilt. Jeder Gruppe wurden anschließend eine Mannschaft aus dem Topf 1 und zwei Mannschaften aus dem Topf 2 zugelost.
- Topf 1: England, Norwegen, Italien
- Topf 2: Dänemark, Island, Finnland, Russland, Niederlande, Spanien

Als „Losfeen“ fungierten die beiden Botschafter des Turniers Steffi Jones (Topf 1) und Patrik Andersson (Topf 2). Sie losten folgende Gruppen aus:

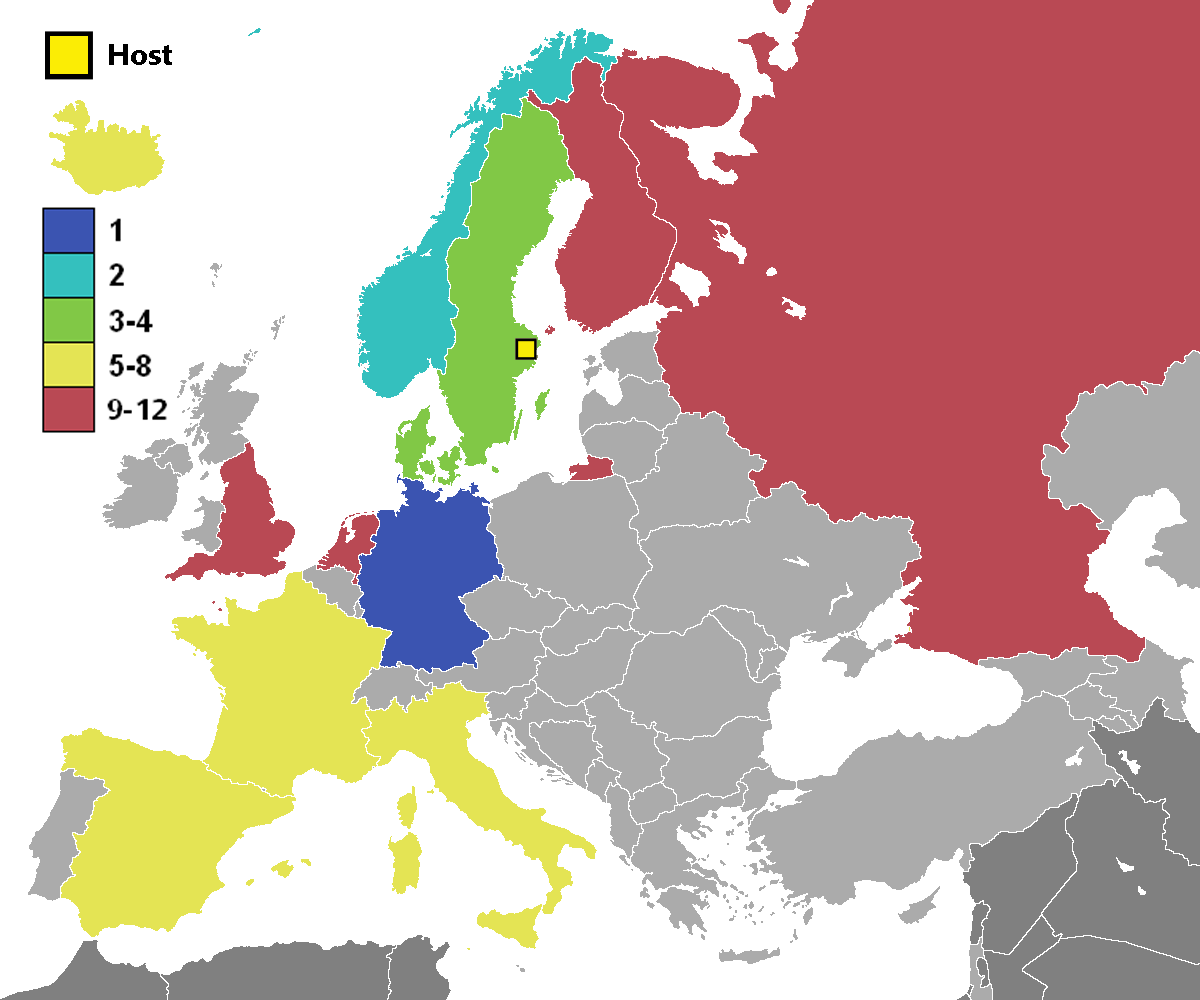

| Europameister Finale Halbfinale Viertelfinale Vorrunde |

| Gruppe A | Gruppe B    | Gruppe C   |
| -------- | ----------- | ---------- |
| Schweden | Deutschland | Frankreich |
| Italien  | Norwegen    | England    |
| Dänemark | Niederlande | Russland   |
| Finnland | Island      | Spanien    |

## Spielorte
Das Turnier wurde in sieben Stadien in sieben Städten im Süden Schwedens ausgetragen. Die Friends Arena in Solna war Austragungsort des Endspiels (mit geplanter Kapazität von 30.000 Plätzen, die aber aufgrund der hohen Nachfrage auf 40.000 erhöht wurde). Alle anderen Stadien sahen jeweils drei Vorrunden- und ein Finalrundenspiel. Die Spiele der Gruppe A fanden in Göteborg und Halmstad statt, wobei die Spiele der schwedischen Nationalmannschaft grundsätzlich in Göteborg ausgetragen wurden. In der Gruppe B wurde in Kalmar und Växjö gespielt, während die Partien der Gruppe C in Linköping und Norrköping ausgetragen wurden. Die Stadien in Halmstad und Norrköping waren bereits Austragungsorte der Männer-Weltmeisterschaft 1958, während in Göteborg und Halmstad Spiele der U-21-Europameisterschaft der Männer 2009 ausgetragen wurden.
| Göteborg |

| Halmstad |

| Linköping |

| Kalmar |

| Norrköping |

| Solna |

| Växjö |

| Göteborg |

| Halmstad |

| Linköping |

| Kalmar |

| Norrköping |

| Solna |

| Växjö |

## Modus
Bei der Endrunde bildeten die zwölf Teilnehmer drei Vorrundengruppen mit je vier Mannschaften, von denen sich jeweils die ersten beiden sowie die zwei besten Dritten für das Viertelfinale qualifizierten. In der Gruppenphase spielte jede Mannschaft gegen jede andere Mannschaft ihrer Gruppe nach dem Meisterschaftsmodus.
Bei Punktgleichheit mehrerer Mannschaften in den Gruppenspielen entschieden die Ergebnisse aus den direkten Begegnungen über die Platzierung. Dabei wurden erst die summierten Punkte, dann die Tordifferenz und danach die Anzahl der erzielten Tore verglichen. Ergab sich hierdurch keine Platzierung, wurden die Tordifferenz und die Anzahl der erzielten Tore aus allen Gruppenspielen herangezogen. War danach noch immer keine Entscheidung gefallen, entschied über die Platzierung der UEFA-Koeffizient für Frauen-Nationalmannschaften zum Zeitpunkt der Auslosung. Hätten nur zwei Mannschaften die gleiche Punkt-, Torzahl und Anzahl von Gegentreffern vor dem letzten Gruppenspiel aufgewiesen und in diesem gegeneinander remis gespielt, hätte unmittelbar nach Spielende ein Elfmeterschießen über die Platzierung entschieden – sofern dies für die Qualifikation für das Viertelfinale notwendig gewesen wäre.
Für das Viertelfinale qualifizierten sich die Gruppenersten und -zweiten sowie die zwei besten Gruppendritten. Zur Bestimmung der besten Gruppendritten wurden nur die erzielten Punkte verwendet. Hatten mehrere drittplatzierte Mannschaften gleich viele Punkte, entschied das Los, welche sich für das Viertelfinale qualifizierten.
Ab dem Viertelfinale wurde das Turnier über Halbfinale und Finale im K.-o.-System fortgesetzt, wobei sich der Sieger eines Spiels für die nächste Runde qualifizierte. Endete das Spiel nach Ablauf der regulären Spielzeit unentschieden, gab es eine Verlängerung von zweimal 15 Minuten. War auch nach der Verlängerung keine Entscheidung gefallen, wurde der Sieger im Elfmeterschießen ermittelt. Im Gegensatz zu den Weltmeisterschaften gibt es bei Europameisterschaften seit 1993 kein Spiel um den dritten Platz mehr.

## Vorrunde

### Gruppe A
| Pl. | Land     | Sp. | S | U | N | Tore    | Diff. | Punkte |
| --- | -------- | --- | - | - | - | ------- | ----- | ------ |
| 1.  | Schweden | 3   | 2 | 1 | 0 | 009:200 | +7    | 07     |
| 2.  | Italien  | 3   | 1 | 1 | 1 | 003:400 | −1    | 04     |
| 3.  | Dänemark | 3   | 0 | 2 | 1 | 003:400 | −1    | 02     |
| 4.  | Finnland | 3   | 0 | 2 | 1 | 001:600 | −5    | 02     |

|                                                  |   |          |           |
| Mittwoch, 10. Juli 2013 um 18:00 Uhr in Halmstad |   |          |           |
| Italien                                          | – | Finnland | 0:0       |
| Mittwoch, 10. Juli 2013 um 20:30 Uhr in Göteborg |   |          |           |
| Schweden                                         | – | Dänemark | 1:1 (1:1) |
| Samstag, 13. Juli 2013 um 18:00 Uhr in Halmstad  |   |          |           |
| Italien                                          | – | Dänemark | 2:1 (0:0) |
| Samstag, 13. Juli 2013 um 20:30 Uhr in Göteborg  |   |          |           |
| Finnland                                         | – | Schweden | 0:5 (0:3) |
| Dienstag, 16. Juli 2013 um 20:30 Uhr in Göteborg |   |          |           |
| Dänemark                                         | – | Finnland | 1:1 (1:0) |
| Dienstag, 16. Juli 2013 um 20:30 Uhr in Halmstad |   |          |           |
| Schweden                                         | – | Italien  | 3:1 (0:0) |

### Gruppe B
| Pl. | Land        | Sp. | S | U | N | Tore    | Diff. | Punkte |
| --- | ----------- | --- | - | - | - | ------- | ----- | ------ |
| 1.  | Norwegen    | 3   | 2 | 1 | 0 | 003:100 | +2    | 07     |
| 2.  | Deutschland | 3   | 1 | 1 | 1 | 003:100 | +2    | 04     |
| 3.  | Island      | 3   | 1 | 1 | 1 | 002:400 | −2    | 04     |
| 4.  | Niederlande | 3   | 0 | 1 | 2 | 000:200 | −2    | 01     |

|                                                  |   |             |           |
| Donnerstag, 11. Juli 2013 um 18:00 Uhr in Kalmar |   |             |           |
| Norwegen                                         | – | Island      | 1:1 (1:0) |
| Donnerstag, 11. Juli 2013 um 20:30 Uhr in Växjö  |   |             |           |
| Deutschland                                      | – | Niederlande | 0:0       |
| Sonntag, 14. Juli 2013 um 18:00 Uhr in Kalmar    |   |             |           |
| Norwegen                                         | – | Niederlande | 1:0 (0:0) |
| Sonntag, 14. Juli 2013 um 20:30 Uhr in Växjö     |   |             |           |
| Island                                           | – | Deutschland | 0:3 (0:1) |
| Mittwoch, 17. Juli 2013 um 18:00 Uhr in Växjö    |   |             |           |
| Niederlande                                      | – | Island      | 0:1 (0:1) |
| Mittwoch, 17. Juli 2013 um 18:00 Uhr in Kalmar   |   |             |           |
| Deutschland                                      | – | Norwegen    | 0:1 (0:1) |

### Gruppe C
| Pl. | Land       | Sp. | S | U | N | Tore    | Diff. | Punkte |
| --- | ---------- | --- | - | - | - | ------- | ----- | ------ |
| 1.  | Frankreich | 3   | 3 | 0 | 0 | 007:100 | +6    | 09     |
| 2.  | Spanien    | 3   | 1 | 1 | 1 | 004:400 | ±0    | 04     |
| 3.  | Russland   | 3   | 0 | 2 | 1 | 003:500 | −2    | 02     |
| 4.  | England    | 3   | 0 | 1 | 2 | 003:700 | −4    | 01     |

|                                                      |   |            |           |
| Freitag, 12. Juli 2013 um 18:00 Uhr in Norrköping    |   |            |           |
| Frankreich                                           | – | Russland   | 3:1 (2:0) |
| Freitag, 12. Juli 2013 um 20:30 Uhr in Linköping     |   |            |           |
| England                                              | – | Spanien    | 2:3 (1:1) |
| Montag, 15. Juli 2013 um 18:00 Uhr in Linköping      |   |            |           |
| England                                              | – | Russland   | 1:1 (0:1) |
| Montag, 15. Juli 2013 um 20:30 Uhr in Norrköping     |   |            |           |
| Spanien                                              | – | Frankreich | 0:1 (0:1) |
| Donnerstag, 18. Juli 2013 um 20:30 Uhr in Norrköping |   |            |           |
| Russland                                             | – | Spanien    | 1:1 (1:1) |
| Donnerstag, 18. Juli 2013 um 20:30 Uhr in Linköping  |   |            |           |
| Frankreich                                           | – | England    | 3:0 (1:0) |

### Rangliste der Gruppendritten
Island konnte sich mit vier Punkten als bester Gruppendritter für das Viertelfinale qualifizieren. Da Dänemark und Russland jeweils zwei Punkte hatten, musste per Los entschieden werden (siehe Abschnitt Modus). Dänemark erhielt hierbei den Zuschlag, Russland schied aus.
| Pl. | Land     | Sp. | S | U | N | Tore    | Diff. | Punkte |
| --- | -------- | --- | - | - | - | ------- | ----- | ------ |
| 1.  | Island   | 3   | 1 | 1 | 1 | 002:400 | −2    | 04     |
| 2.  | Dänemark | 3   | 0 | 2 | 1 | 003:400 | −1    | 02     |
| 3.  | Russland | 3   | 0 | 2 | 1 | 003:500 | −2    | 02     |

## Finalrunde
|  | Viertelfinale | Viertelfinale |             |         | Halbfinale | Halbfinale |  |  | Finale | Finale |
|  |               |               |             |         |            |            |  |  |        |        |
|  |               |               |             |         |            |            |  |  |        |        |
|  |               |               |             |         |            |            |  |  |        |        |
|  | Schweden      | 4             |             |         |            |            |  |  |        |        |
|  | Schweden      | 4             |             |         |            |            |  |  |        |        |
|  | Island        | 0             |             |         |            |            |  |  |        |        |
|  | Island        | 0             | Schweden    | 0       |            |            |  |  |        |        |
|  |               |               | Schweden    | 0       |            |            |  |  |        |        |
|  |               | Deutschland   | 1           |         |            |            |  |  |        |        |
|  | Italien       | Deutschland   | 1           | 0       |            |            |  |  |        |        |
|  | Italien       |               |             | 0       |            |            |  |  |        |        |
|  | Deutschland   | 1             |             |         |            |            |  |  |        |        |
|  | Deutschland   | 1             | Deutschland | 1       |            |            |  |  |        |        |
|  |               |               | Deutschland | 1       |            |            |  |  |        |        |
|  |               | Norwegen      | 0           |         |            |            |  |  |        |        |
|  | Norwegen      | Norwegen      | 0           | 3       |            |            |  |  |        |        |
|  | Norwegen      |               |             | 3       |            |            |  |  |        |        |
|  | Spanien       | 1             |             |         |            |            |  |  |        |        |
|  | Spanien       | 1             | Norwegen    | E1 (4)E |            |            |  |  |        |        |
|  |               |               | Norwegen    | E1 (4)E |            |            |  |  |        |        |
|  |               | Dänemark      | 1 (2)       |         |            |            |  |  |        |        |
|  | Frankreich    | Dänemark      | 1 (2)       | 1 (2)   |            |            |  |  |        |        |
|  | Frankreich    |               |             | 1 (2)   |            |            |  |  |        |        |
|  | Dänemark      | E1 (4)E       |             |         |            |            |  |  |        |        |

E Sieg im Elfmeterschießen

### Viertelfinale
|                                                 |   |             |                                 |
| Sonntag, 21. Juli 2013 um 15:00 Uhr in Halmstad |   |             |                                 |
| Schweden                                        | – | Island      | 4:0 (3:0)                       |
| Sonntag, 21. Juli 2013 um 18:00 Uhr in Växjö    |   |             |                                 |
| Italien                                         | – | Deutschland | 0:1 (0:1)                       |
| Montag, 22. Juli 2013 um 18:00 Uhr in Kalmar    |   |             |                                 |
| Norwegen                                        | – | Spanien     | 3:1 (2:0)                       |
| Montag, 22. Juli 2013 um 20:45 Uhr in Linköping |   |             |                                 |
| Frankreich                                      | – | Dänemark    | 1:1 n. V. (1:1, 0:1), 2:4 i. E. |

### Halbfinale
|                                                      |   |             |                                 |
| Mittwoch, 24. Juli 2013 um 20:30 Uhr in Göteborg     |   |             |                                 |
| Schweden                                             | – | Deutschland | 0:1 (0:1)                       |
| Donnerstag, 25. Juli 2013 um 20:30 Uhr in Norrköping |   |             |                                 |
| Norwegen                                             | – | Dänemark    | 1:1 n. V. (1:1, 1:0), 4:2 i. E. |

### Finale
|                                              |   |          |           |
| Sonntag, 28. Juli 2013 um 16:00 Uhr in Solna |   |          |           |
| Deutschland                                  | – | Norwegen | 1:0 (0:0) |

Besondere Vorkommnisse: Nadine Angerer, Torfrau der deutschen Mannschaft, hält zwei Elfmeter.

## Beste Torschützinnen
| Rang | Spielerin              | Tore |
| ---- | ---------------------- | ---- |
| 1    | Lotta Schelin          | 5    |
| 2    | Nilla Fischer          | 3    |
| 3    | Verónica Boquete       | 2    |
|      | Mia Brogaard           | 2    |
|      | Marie-Laure Delie      | 2    |
|      | Melania Gabbiadini     | 2    |
|      | Solveig Gulbrandsen    | 2    |
|      | Jennifer Hermoso       | 2    |
|      | Mariann Knudsen        | 2    |
|      | Eugénie Le Sommer      | 2    |
|      | Louisa Nécib           | 2    |
|      | Célia Okoyino da Mbabi | 2    |
|      | Josefine Öqvist        | 2    |
|      | Wendie Renard          | 2    |

Hinzu kamen 22 Spielerinnen mit je einem Tor und zwei Eigentore.
Torschützenkönigin des Gesamtwettbewerbs wurde die Deutsche Célia Okoyino da Mbabi mit insgesamt 19 Treffern, was einen neuen Rekord darstellt.

## Ehrungen

### Goldener Schuh
Der Goldene Schuh ging an die Schwedin Lotta Schelin, die fünf Tore erzielen konnte. Zweiterfolgreichste Torschützen war Nilla Fischer aus Schweden mit drei Toren. Sie erhielt den Silbernen Schuh. Der Bronzene Schuh für die dritterfolgreichste Torschützin ging an die Französin Louisa Nécib. Nécib erzielte zwei Tore und gab zwei Torvorlagen und hatte bei gleicher Tor- und Vorlagenanzahl wie ihre Mitspielerin Eugénie Le Sommer 30 Minuten weniger gespielt. Torschützenkönigin des Gesamtwettbewerbs einschließlich Qualifikation wurde die Deutsche Célia Okoyino da Mbabi mit insgesamt 19 Treffern, was einen neuen Rekord bedeutet.
Eigentore unterliefen der Italienerin Raffaella Manieri und der Spanierin Irene Paredes. Während des Turniers wurden sechs Strafstöße verhängt, von denen jedoch nur zwei verwandelt wurden. Die Deutsche Nadine Angerer und die Dänin Stina Lykke Petersen hielten jeweils zwei Strafstöße. Beide schafften dies jeweils in einem Spiel. Dagegen konnten Margrét Lára Viðarsdóttir aus Island und die Französin Louisa Nécib ihre Strafstöße verwandeln.

### Beste Spielerin
Nadine Angerer wurde zudem zur Spielerin des Turniers ernannt.

### All-Star-Team
Am 30. Juli 2013 benannte das technische Team der UEFA das All-Star-Team des Turniers, in dem von allen Viertelfinalisten außer Island mindestens eine Spielerin vertreten ist. Das technische Team der UEFA bestand aus dem walisischen Nationaltrainer Jarmo Matikainen, der ehemaligen belgischen Nationaltrainerin Anne Noë, der schottischen Nationaltrainerin Anna Signeul und der ehemaligen Schweizer Nationaltrainerin Béatrice von Siebenthal.
| Torhüter                                             | Abwehr | Mittelfeld | Stürmer                                                                                                   |
| ---------------------------------------------------- | --- | --- | --- |
| Nadine Angerer Ingrid Hjelmseth Stina Lykke Petersen | Saskia Bartusiak Laure Boulleau Marit Fiane Christensen Nilla Fischer Annike Krahn Maren Mjelde Wendie Renard | Lena Goeßling Solveig Gulbrandsen Dzsenifer Marozsán Louisa Nécib Josefine Öqvist Katrine Pedersen Caroline Seger | Verónica Boquete Melania Gabbiadini Eugénie Le Sommer Célia Okoyino da Mbabi Lotta Schelin Gaëtane Thiney |

## Ehrungen der Platzierten
Nadine Angerer wurde zu Europas Fußballerin des Jahres 2013 und Weltfußballerin des Jahres 2013 gewählt. Silvia Neid zur FIFA-Welttrainerin des Jahres im Frauenfußball. Bei der Wahl zur Mannschaft des Jahres in Deutschland belegte die deutsche Mannschaft hinter Triple-Gewinner FC Bayern München den zweiten Platz.

## Schiedsrichterinnen
Die UEFA gab am 19. Juni 2013 die Schiedsrichterinnen bekannt, die an der Endrunde teilnahmen.
| Schiedsrichterinnen             | Assistentinnen              | Vierte Offizielle |
| ------------------------------- | --------------------------- | ----------------- |
| Silvia Spinelli Carina Vitulano | Romina Santuari             | Esther Azzopardi  |
| Bibiana Steinhaus               | Marina Wozniak              | Monika Mularczyk  |
| Katalin Kulcsár                 | Judit Kulcsár               |                   |
| Kirsi Heikkinen                 | Tonja Paavola               |                   |
| Teodora Albon                   | Petruța Iugulescu           |                   |
| Cristina Dorcioman              | Lucie Ratajová              |                   |
| Jenny Palmqvist                 | Helen Karo                  |                   |
| Esther Staubli                  | Mária Súkeníková            |                   |
| Kateryna Monsul                 | Natalija Ratschynska        |                   |
|                                 | Sian Massey                 |                   |
|                                 | Maria Luisa Villa Gutiérrez |                   |
|                                 | Hege Steinlund              |                   |

## Eintrittskarten
Für das Turnier wurden Eintrittskarten in drei Kategorien angeboten. Die Preise waren bei allen Spielen gleich. Eine Karte der ersten Kategorie kostete 200 Schwedische Kronen (etwa 23 Euro), in der zweiten Kategorie 150 Kronen (etwa 17,30 Euro) und in der dritten Kategorie 100 Kronen (etwa 11,50 Euro). Jugendliche bis zum Alter von 16 Jahren zahlten bei allen Spielen 50 Kronen (etwa 5,75 Euro). Darüber hinaus gab es so genannte Follow Your Team-Tickets, die alle drei Vorrundenspiele einer bestimmten Mannschaft umfassten. Diese Karten kosteten je nach Kategorie 450 Kronen (etwa 52 Euro), 335 Kronen (etwa 39 Euro) bzw. 225 Kronen (etwa 26 Euro). Der Vorverkauf startete am 14. Februar 2013.

## Fernsehberichterstattung
In Deutschland übertrugen die öffentlich-rechtlichen Sender ARD und ZDF – anders als noch bei der Weltmeisterschaft zwei Jahre zuvor – lediglich die Spiele der deutschen Frauen und das Finale. Andere EM-Begegnungen im Free-TV wurden auf Eurosport ausgestrahlt; dieser Sender zeigte sämtliche Begegnungen live beziehungsweise eine der beiden zeitgleich angesetzten Partien am dritten Vorrundenspieltag im Hauptprogramm zeitversetzt. Im Pay-TV waren bei Eurosport 2 auch diese Spiele live zu sehen. In England wurden die Gruppenspiele der englischen Mannschaft von der BBC live übertragen, wobei jeweils mehr als 1 Million Zuschauer die Übertragungen sahen. Das Finale sahen in Deutschland 8,91 Millionen Zuschauer der ARD (Marktanteil 45,6 %), während das Supercup-Spiel zwischen dem FC Bayern München und Borussia Dortmund am Tag zuvor nur 6,9 Millionen Zuschauer sahen.

## Statistische Besonderheiten
- Im Eröffnungsspiel trafen Schweden und Dänemark zum 50. Mal aufeinander.
- Island holte beim 1:1 gegen Norwegen den ersten Punkt bei einer Endrunde. Im abschließenden Gruppenspiel gelang mit dem 1:0 gegen die Niederlande der erste Sieg.
- Deutschland verlor beim 0:1 gegen Norwegen zum ersten Mal seit dem 3. Juli 1993 ein EM-Endrunden-Spiel.
- Dänemark zog ohne einen einzigen Sieg ins Halbfinale ein.
- Die Französin Sandrine Soubeyrand war mit 39 Jahren und 340 Tagen die älteste Spielerin, die jemals bei einer EM-Endrunde zum Einsatz kam.[19]
- Mit 41.301 Zuschauern beim Finale wurde ein neuer Zuschauerrekord für ein EM-Spiel der Frauen aufgestellt und auch die Gesamtzuschauerzahl stellt einen neuen Rekord dar.

## Auswirkungen auf die FIFA-Weltrangliste
Trotz des Titelgewinns blieb Deutschland in der am 2. August 2013 veröffentlichten FIFA-Weltrangliste auf Platz zwei hinter den weiterhin führenden USA, verlor sogar durch die Niederlage im Gruppenspiel gegen Norwegen und das Remis gegen die Niederlande Punkte. Da bei den Frauen auch die Tordifferenz bei der Berechnung berücksichtigt wird, wurden durch die knappen Siege in der K.-o.-Runde auch nur wenige Punkte erhalten, so dass insgesamt 10 Punkte verloren wurden. Auch Schweden, Frankreich, Island, Italien und die Niederlande konnten sich nicht verbessern. Während Norwegen, Dänemark, Spanien und Russland sich um je einen Platz verbessern konnten, verlor Finnland einen und England vier Plätze – auch bedingt durch den gleichzeitigen Sieg von Nordkorea bei der Ostasienmeisterschaft.